# Коксай (Кербулакский район)
Коксай (каз. Көксай) — село в Кербулакском районе Жетысуской области Казахстана. Входит в состав Каспанского сельского округа. Код КАТО — 194647300.

## Население
В 1999 году население села составляло 391 человек (193 мужчины и 198 женщин). По данным переписи 2009 года, в селе проживал 281 человек (147 мужчин и 134 женщины).